# Đại Nam thực lục
Đại Nam thực lục (chữ Hán: 大南寔錄) là bộ biên niên sử Việt Nam viết về triều đại các chúa Nguyễn và các vua nhà Nguyễn. Đại Nam thực lục gồm 584 quyển, viết bằng chữ Hán thể văn ngôn và ghi chép các sự kiện lịch sử tới năm 1925 (không bao gồm vua Bảo Đại).
Ban đầu, bộ sách mang tên "Đại Nam thật lục" (chữ Hán: 大南實錄). Tới đời vua Thiệu Trị, chữ "實" bị đổi thành "寔", và đọc là "thực", vì chữ "實" kỵ húy với tên của chính thất của vua Minh Mạng là Tá Thiên Hoàng hậu, thân mẫu của vua Thiệu Trị.
Đại Nam thực lục là bộ sử liệu quan trọng của triều Nguyễn. Nó là nguồn tham khảo chính cho các bộ sách sử của Cao Xuân Dục (Quốc triều chính biên toát yếu) và Trần Trọng Kim (Việt Nam sử lược).

## Nội dung

### Khái quát chung
Đại Nam thực lục ghi chép các sự kiện từ khi chúa Nguyễn Hoàng trấn thủ Thuận Hóa (1558) đến đời vua Khải Định (1925) do Quốc sử quán triều Nguyễn biên soạn. 
- Phần đầu của Đại Nam thực lục gọi là Đại Nam thực lục Tiền biên (chữ Hán: 大南寔錄前編) [5] (gồm 12 quyển) ghi chép các sự kiện lịch sử của 9 chúa Nguyễn Đàng trong từ Nguyễn Hoàng (1558) đến hết đời chúa Nguyễn Phúc Thuần (1777).
- Phần thứ hai là Đại Nam thực lục chính biên (chữ Hán: 大南寔錄正編) (gồm 487 quyển), viết về triều đại các vua nhà Nguyễn, là phần chính yếu của bộ biên niên sử này.

Đại Nam Thực lục Chính biên ghi chép các sự kiện lịch sử từ khi Nguyễn Ánh làm chúa (1778) đến đời Đồng Khánh (1887), và sau này được viết thêm đến đời vua Khải Định (1925).
Cả hai phần Tiền biên và Chính biên của bộ sử Đại Nam thực lục được soạn bắt đầu từ năm 1821 (năm Minh Mạng thứ hai), sau 88 năm đến năm 1909 mới cơ bản hoàn thành (gồm toàn bộ phần Tiền biên và 6 kỷ đầu phần Chính biên).
- Ngoài ra, Đại Nam liệt truyện tiền biên (大南列傳前編) và Đại Nam chính biên liệt truyện (大南正編列傳) cũng được xem là một phần của Đại Nam thực lục.

Đại Nam Thực lục Chính biên được phân thành 8 phần (kỷ), bao gồm: 
- Đệ nhất kỷ, gồm 61 quyển, là biên niên lịch sử nhà Nguyễn đời vua Gia Long (Nguyễn Ánh) 1778 - 1819.
- Đệ nhị kỷ, gồm 221 quyển, là biên niên lịch sử nhà Nguyễn đời vua Minh Mạng 1820 – 1840.
- Đệ tam kỷ, gồm 73 quyển, là biên niên lịch sử nhà Nguyễn đời vua Thiệu Trị 1841 – 1847.
- Đệ tứ kỷ, gồm 71 quyển, là biên niên lịch sử nhà Nguyễn đời vua Tự Đức 1848 - 1883.
- Đệ ngũ kỷ, là biên niên lịch sử nhà Nguyễn đời vua Kiến Phúc (1883 - 1885).
- Đệ lục kỷ, là biên niên lịch sử nhà Nguyễn đời các vua Hàm Nghi và Đồng Khánh (1885 - 1888).
- Đệ lục kỷ phụ biên, gồm 29 quyển, là biên niên lịch sử nhà Nguyễn đời các vua Thành Thái (19 quyển) và Duy Tân (10 quyển), trong thời kỳ (1889 - 1916).
- Đệ thất kỷ, gồm 10 quyển, là biên niên lịch sử nhà Nguyễn đời vua Khải Định (1916 - 1925).

Trước năm 2003, bộ Đại Nam thực lục chính biên được lưu trữ tại Việt Nam chỉ gồm 6 phần từ đệ nhất kỷ đến đệ lục kỷ. Đến năm 2003, hai phần đệ lục kỷ phụ biên và đệ thất kỷ được ông Roger Ngô Thiết Hùng phát hiện ra là đang được lưu trữ tại trường Viễn Đông Bác cổ Paris, sau đó gửi tặng cho Viện Sử học Việt Nam bản sao chụp.

### Đại Nam thực lục tiền biên
Đại Nam thực lục tiền biên xuất bản năm 1844.
| Nội dung Đại Nam thực lục tiền biên | Nội dung Đại Nam thực lục tiền biên                     | Nội dung Đại Nam thực lục tiền biên |
| Quyển                               | Chúa Nguyễn                                             | Thời kỳ                             |
| ----------------------------------- | ------------------------------------------------------- | ----------------------------------- |
| 1                                   | Thái Tổ Gia Dụ Hoàng đế (Nguyễn Hoàng)                  | 1558–1613                           |
| 2                                   | Hy Tông Hiếu Văn Hoàng đế (Nguyễn Phúc Nguyên)          | 1613–1635                           |
| 3                                   | Thần Tông Hiếu Chiêu hoàng đế (Nguyễn Phúc Lan)         | 1635–1648                           |
| 4                                   | Thái Tông Hiếu Triết Hoàng đế, thượng (Nguyễn Phúc Tần) | 1648–1662                           |
| 5                                   | Thái Tông Hiếu Triết Hoàng đế, hạ (Nguyễn Phúc Tần)     | 1662–1687                           |
| 6                                   | Anh Tông Hiếu Nghĩa hoàng đế (Nguyễn Phúc Thái)         | 1687–1691                           |
| 7                                   | Hiển Tông Hiếu Minh Hoàng đế, thượng (Nguyễn Phúc Chu)  | 1691–1706                           |
| 8                                   | Hiển Tông Hiếu Minh Hoàng đế, hạ (Nguyễn Phúc Chu)      | 1707–1725                           |
| 9                                   | Túc Tông Hiếu Ninh hoàng đế (Nguyễn Phúc Chú)           | 1725–1738                           |
| 10                                  | Thế Tông Hiếu Vũ Hoàng đế (Nguyễn Phúc Khoát)           | 1738–1765                           |
| 11                                  | Duệ Tông Hiếu Định Hoàng đế, thượng (Nguyễn Phúc Thuần) | 1765–1774                           |
| 12                                  | Duệ Tông Hiếu Định Hoàng đế, hạ (Nguyễn Phúc Thuần)     | 1774–1777                           |

### Đại Nam thực lục chính biên
| Nội dung Đại Nam thực lục chính biên | Nội dung Đại Nam thực lục chính biên | Nội dung Đại Nam thực lục chính biên | Nội dung Đại Nam thực lục chính biên | Nội dung Đại Nam thực lục chính biên | Nội dung Đại Nam thực lục chính biên                                                                     |
| Kỷ                                   | Hoàng đế                             | Thời kỳ                              | Quyển (vol.)                         | Năm xuất bản                         | Ghi chú                                                                                                  |
| ------------------------------------ | ------------------------------------ | ------------------------------------ | ------------------------------------ | ------------------------------------ | --- |
| 1                                    | Gia Long                             | 1778–1819                            | 61                                   | 1847                                 | lúc còn là chúa Nguyễn: vol. 1–17 lúc làm Hoàng đế: vol. 18–60                                           |
| 2                                    | Minh Mạng                            | 1820–1840                            | 221                                  | 1861                                 | |
| 3                                    | Thiệu Trị                            | 1841–1847                            | 73                                   | 1877                                 | |
| 4                                    | Tự Đức                               | 1847–1883                            | 71                                   | 1894                                 | kỷ bổ sung cho phế đế Hiệp Hòa được thêm vào quyển 70.                                                   |
| 5                                    | Kiến Phúc                            | 1883–1885                            | 9                                    | 1900                                 | kỷ của Kiến Phúc: vol.1–4. kỷ bổ sung cho phế đế Hàm Nghi (vol.5–8) được thêm vào cuối kỷ của Kiến Phúc. |
| 6                                    | Đồng Khánh                           | 1885–1888                            | 12                                   | 1909                                 | |
| 6 (kỷ bổ sung)                       | Thành Thái & Duy Tân                 | 1889–1916                            | 29                                   | (hoàn thành năm 1935)                | Cả hai vua đều bị phế nên không ghi số kỷ. Kỷ Thành Thái: vol. 1–19; Kỷ Duy Tân: vol. 20–29              |
| 7                                    | Khải Định                            | 1916–1925                            | 11                                   | (hoàn thành năm 1935)                | |

### Đại Nam liệt truyện tiền biên
Đại Nam liệt truyện tiền biên xuất bản năm 1852.
| Nội dung của the Đại Nam liệt truyện tiền biên | Nội dung của the Đại Nam liệt truyện tiền biên | Nội dung của the Đại Nam liệt truyện tiền biên |
| Volume No. (quyển)                             | Tiểu sử của                                    | Notes                                          |
| ---------------------------------------------- | ---------------------------------------------- | ---------------------------------------------- |
| 1                                              | phi tần                                        | phi tần của chúa Nguyễn                        |
| 2                                              | hoàng tử & công chúa                           | con trai và con gái của chúa Nguyễn            |
| 3–6                                            | quan lại                                       | quan lại của chúa Nguyễn                       |
| 6                                              | quan lại, ẩn sĩ, cao tăng, phản tặc, ác quan   |                                                |

### Đại Nam chính biên liệt truyện
Đại Nam chính biên liệt truyện gồm hai bộ. Bộ thứ nhất (sơ tập, 初集) xuất bản năm 1889; bộ thứ hai (nhị tập, 二集) xuất bản năm 1895.
| Nội dung Đại Nam chính biên liệt truyện sơ tập | Nội dung Đại Nam chính biên liệt truyện sơ tập | Nội dung Đại Nam chính biên liệt truyện sơ tập |
| Quyển                                          | Tiểu sử của                                    | Ghi chú |
| ---------------------------------------------- | ---------------------------------------------- | --- |
| 1                                              | phi tần                                        | phi tần của Nguyễn Phúc Luân và Gia Long |
| 2                                              | hoàng tử                                       | con trai của Nguyễn Phúc Luân và Gia Long |
| 3                                              | công chúa                                      | con gái của Nguyễn Phúc Luân và Gia Long |
| 4–28                                           | quan lại cao cấp                               | quan lại triều Gia Long vol. 28 gồm tiểu sử của Hà Hỉ Văn (Hé Xǐwén, cướp biển người Hoa), Nguyễn Văn Tồn (người gốc Khmer), Hà Công Thái (người Thượng), Bá Đa Lộc (Pierre Pigneau de Behaine) và Vinh Ma Ly (Vinhly Malu, cướp biển người Xiêm Mã Lai) |
| 29                                             | liệt nữ, người làm việc nghĩa                  | |
| 30                                             | Nguỵ triều Tây Sơn                             | lãnh đạo nhà Tây Sơn. gọi là Nguỵ Tây để chỉ sự phản nghịch với nhà Nguyễn. |
| 31–33                                          | ngoại quốc                                     | vol.31: Cao Man (Campuchia); vol.32: Xiêm La (Siam), Thủy Xá - Hỏa Xá (Thủy Xá - Hỏa Xá); vol.33: Miến Điện (Myanmar), Nam Chưởng (Vương quốc Luang Phrabang), Chiêm Thành (Champa), Vạn Tượng (Vương quốc Viêng Chăn)                                   |
|                                                |                                                | |

| Nội dung Đại Nam chính biên liệt truyện nhị tập | Nội dung Đại Nam chính biên liệt truyện nhị tập | Nội dung Đại Nam chính biên liệt truyện nhị tập                 |
| Quyển                                           | Tiểu sử                                         | Ghi chú                                                         |
| ----------------------------------------------- | ----------------------------------------------- | --------------------------------------------------------------- |
| 1–4                                             | phi tần                                         | phi tần của Minh Mạng, Thiệu Trị và Tự Đức                      |
| 5–8                                             | hoàng tử                                        | con trai của Minh Mạng và Thiệu Trị                             |
| 9–10                                            | công chúa                                       | con gái của Gia Long (chỉ có một người), Minh Mạng và Thiệu Trị |
| 11–39                                           | quan lại                                        | quan lại từ 1820 đến 1888                                       |
| 40–41                                           | người đức hạnh                                  |                                                                 |
| 42                                              | người làm việc nghĩa                            |                                                                 |
| 43                                              | ẩn sĩ, cao tăng                                 |                                                                 |
| 44                                              | liệt nữ                                         |                                                                 |
| 45–46                                           | thủ lĩnh nổi loạn                               | vol.45: Lê Văn Khôi vol.46: Nông Văn Vân, Cao Bá Quát           |
|                                                 |                                                 |                                                                 |

## Lịch sử biên soạn
Gia Long cho chuẩn bị viết bộ sử ngay sau khi tuyên bố làm hoàng đế. Nhưng nhiều tài liệu bị mất mát trong cuộc nổi dậy của nhà Tây Sơn. Năm 1811, Gia Long lại ban lệnh thu thập các tài liệu lịch sử.
Mãi tới triều Minh Mạng, Quốc sử quán mới được thành lập (1821) để ghi chép biên niên sử hoàng gia. Nguyễn Văn Nhơn giữ chức Tổng tài, còn Trịnh Hoài Đức làm Phó tổng tài. Bản thảo bộ sử hoàn thành năm 1824.
Năm 1830, một đoàn sứ giả Đại Nam sang chầu nhà Thanh, Trung Quốc. Đoàn sứ thần có một nhiệm vụ bí mật: tìm cách mang về bộ sử Minh thực lục. Dường như đoàn sứ giả Đại Nam đã mang về được bộ sử Minh triều vào năm 1833. Tiếp đó, Minh Mạng cho viết lại bộ bản thảo trước kia dựa theo phong cách của Minh thực lục. Phiên bản mới của bộ sách sử được dâng lên cho nhà vua năm 1835. Là một người tinh thông Hán học, Minh Mạng không hài lòng với chất lượng của bộ sử; sau đó, nhà vua trực tiếp tu chỉnh nó.
Như một kiểu kiểm duyệt, các vị vua Đại Nam (gồm Minh Mạng, Thiệu Trị và Tự Đức) trực tiếp tham gia vào việc viết và tu bổ bộ sách. Quy định kiểm duyệt này tới sau khi vua Tự Đức mất mới chấm dứt.

Về độ xác thực, vua Tự Đức chỉ dụ:
...Đã gọi là Thực lục, thì các việc cứ thực mà chép, cho có trước sau thứ tự, mới là tín sử.

## Các tác giả
Đại Nam thực lục tiền biên do các sử quan thời Minh Mạng và Thiệu Trị là: Trương Đăng Quế, Vũ Xuân Cẩn (tức Võ Xuân Cẩn), Hà Duy Phiên, Nguyễn Trung Mậu, Phan Bá Đạt biên soạn.
Bộ Đại Nam thực lục chính biên được biên soạn bởi tập thể các sử quan, trong nhiều thời kỳ của Quốc sử quán, bao gồm các tác giả sau: Trương Đăng Quế (tham gia biên soạn 3 kỷ đầu), Võ Xuân Cẩn, Hà Duy Phiên, Đỗ Quang, Phạm Hữu Nghi, Tô Trân, Trần Trứ, Trương Quốc Dụng, Trương Văn Tuyển, Lâm Duy Thiếp, Trần Tiễn Thành, Phan Thanh Giản, Đỗ Đăng Đệ, Đặng Văn Kiều, Trần Khánh Tiến, Nguyễn Hữu Độ, Phan Đình Bình, Nguyễn Trọng Hợp, Trương Quang Đản, Bùi Ân Niên, Cao Xuân Dục, Cao Xuân Tiếu, Hồ Đắc Trung,...

## Xuất bản và lưu hành
Các bản in của Đại Nam thực lục được giữ trong triều đình và có ít người được tiếp cận. Bên cạnh các bản khắc in, cũng có một vài bản chép tay. Thời Pháp thuộc, Thực lục được chính quyền thực dân cho xuất bản một số lần. Năm 1933, học giả Nhật Bản là Matsumoto Nobuhiro (松本 信廣) đã nhờ ông George Cœdès làm trung gian để lấy được 6 kỷ đầu của bộ Thực lục và Liệt truyện từ triều đình Huế. Về Nhật năm 1935, Matsumoto Nobuhiro đã phân phát các bản Thực lục cho các đại học Tokyo, Kyoto, Toho Bunka Gakuin, Toyo Buno, Keio. Đại học Keio đã cho xuất bản các tập thực lục từ năm 1961. Tổng cộng có 20 tập sách.
| Các tập chữ Hán Đại Nam thực lục xuất bản bởi Đại học Keio | Các tập chữ Hán Đại Nam thực lục xuất bản bởi Đại học Keio                                                                                       | Các tập chữ Hán Đại Nam thực lục xuất bản bởi Đại học Keio |              |
| Tên tập                                                    | Nội dung | Quyển                                                      | Năm xuất bản |
| ---------------------------------------------------------- | --- | ---------------------------------------------------------- | ------------ |
| 01                                                         | Đại Nam thực lục tiền biên (trang 01-174) Đại Nam liệt truyện tiền biên (trang 175-290)                                                          | 01-12 01-06                                                | 1961         |
| 02                                                         | Đại Nam thực lục chính biên, Kỷ thứ 1 Gia Long                                                                                                   | 01-22                                                      | 1963         |
| 03                                                         | Đại Nam thực lục chính biên, Kỷ thứ 1 Gia Long                                                                                                   | 23-61                                                      | 1968         |
| 04                                                         | Đại Nam chính biên liệt truyện sơ tập | 01-33                                                      | 1962         |
| 05                                                         | Đại Nam thực lục chính biên, Kỷ thứ 2 Minh Mạng                                                                                                  | 01-32                                                      | 1971         |
| 06                                                         | Đại Nam thực lục chính biên, Kỷ thứ 2 Minh Mạng                                                                                                  | 33-60                                                      | 1972         |
| 07                                                         | Đại Nam thực lục chính biên, Kỷ thứ 2 Minh Mạng                                                                                                  | 61-87                                                      | 1973         |
| 08                                                         | Đại Nam thực lục chính biên, Kỷ thứ 2 Minh Mạng                                                                                                  | 88-115                                                     | 1974         |
| 09                                                         | Đại Nam thực lục chính biên, Kỷ thứ 2 Minh Mạng                                                                                                  | 116-141                                                    | 1974         |
| 10                                                         | Đại Nam thực lục chính biên, Kỷ thứ 2 Minh Mạng                                                                                                  | 142-170                                                    | 1975         |
| 11                                                         | Đại Nam thực lục chính biên, Kỷ thứ 2 Minh Mạng                                                                                                  | 171-195                                                    | 1975         |
| 12                                                         | Đại Nam thực lục chính biên, Kỷ thứ 2 Minh Mạng                                                                                                  | 196-221                                                    | 1976         |
| 13                                                         | Đại Nam thực lục chính biên, Kỷ thứ 3 Thiệu Trị                                                                                                  | 01-34                                                      | 1977         |
| 14                                                         | Đại Nam thực lục chính biên, Kỷ thứ 3 Thiệu Trị                                                                                                  | 35-73                                                      | 1977         |
| 15                                                         | Đại Nam thực lục chính biên, Kỷ thứ 4 Tự Đức | 01-17                                                      | 1979         |
| 16                                                         | Đại Nam thực lục chính biên, Kỷ thứ 4 Tự Đức | 18-35                                                      | 1979         |
| 17                                                         | Đại Nam thực lục chính biên, Kỷ thứ 4 Tự Đức | 36-52                                                      | 1980         |
| 18                                                         | Đại Nam thực lục chính biên, Kỷ thứ 4 Tự Đức | 53-71                                                      | 1980         |
| 19                                                         | Đại Nam thực lục chính biên, Kỷ thứ 5 Kiến Phúc Đại Nam thực lục chính biên, Kỷ phế đế Hàm Nghi Đại Nam thực lục chính biên, Kỷ thứ 6 Đồng Khánh | 01-04 05-08 01-12                                          | 1980         |
| 20                                                         | Đại Nam chính biên liệt truyện nhị tập | 01-46                                                      | 1981         |

Kỷ thứ 6 (phần bổ sung thêm) và kỷ thứ 7 được hoàn thành năm 1935 nhưng không được xuất bản. Sau thế chiến 2, các bản thảo thực lục được hoàn thành ở dinh Ngô Đình Diệm. Không rõ ai đã giữ các bản thảo sau cuộc đảo chính năm 1963. Có thể chính quyền Việt Nam tiếp nhận các bản thảo và giữ chúng cho đến nay.

## Bản dịch quốc ngữ đầu tiên
Năm 1897, Trương Vĩnh Ký đã dùng bản Thực lục do Duy Minh Thị in năm 1873 để biên soạn sách về Bá Đa Lộc. Nội dung sách gần như là một bản dịch rút gọn của thực lục.
Vào năm 1962, Viện Sử học bắt đầu cho công bố bản dịch bộ Đại Nam thực lục, tập 1, phần Tiền biên, do Nhà xuất bản Sử học xuất bản. Sau đó đến năm 1978 (16 năm sau) thì phần Chính biên gồm 37 tập được hoàn thành với sự hợp tác của Nhà xuất bản Khoa học xã hội, kết thúc công việc xuất bản trọn bộ Đại Nam thực lục.
Bản dịch lần đầu bộ Đại Nam thực lục được chia thành 38 tập (khổ 13x19cm): trong đó Tiền biên 1 tập, Chính biên 37 tập (kỷ thứ nhất đến kỷ thứ 6).

## Tái bản bản quốc ngữ

Tập 7 bộ Đại Nam thực lục bằng chữ quốc ngữ do Nhà xuất bản giáo dục ấn hành.

Năm 2001, Viện Sử học liên kết với nhà xuất bản Giáo dục bắt đầu tái bản bộ Đại Nam Thực lục Chính biên dưới dạng bộ sách nhiều tập bằng chữ quốc ngữ (tiếng Việt), tập đầu xuất bản vào năm 2002.
Đến cuối năm 2007 thì hoàn thành việc xuất bản trọn bộ Đại Nam thực lục (phần Tiền biên, Chính biên từ kỷ thứ nhất đến kỷ thứ 6).
Lần xuất bản thứ 2, bộ Đại Nam thực lục được dồn lại còn 10 tập (khổ 16x24cm): 
- Tập một, gồm: Tiền biên và Chính biên-Kỷ thứ nhất (từ 1558 đến 1819) do Nguyễn Ngọc Tỉnh dịch; Đào Duy Anh hiệu đính.
- Tập hai: Chính biên-Kỷ thứ hai (từ 1820 đến 1829) do Ngô Hữu Tạo, Nguyễn Mạnh Duân, Phạm Huy Giu, Nguyễn Danh Chiên, Nguyễn Thế Đạt, Trương Văn Chinh, Đỗ Mộng Khương dịch; Đào Duy Anh hiệu đính.
- Tập ba: Chính biên-Kỷ thứ hai (từ 1830 đến 1833) do Đỗ Mộng Khương, Trần Huy Hân, Trương Văn Chinh, Nguyễn Mạnh Duân, Ngô Hữu Tạo, Nguyễn Thế Đạt, Thẩm Văn Điền, Nguyễn Trọng Hân, Phạm Huy Giu dịch; Đào Duy Anh, Hoa Bằng hiệu đính.
- Tập bốn: Chính biên-Kỷ thứ hai (từ 1834 đến 1836) do Nguyễn Thế Đạt, Trương Văn Chinh, Nguyễn Doanh Chiên, Ngô Hữu Tạo, Nguyễn Mạnh Duân, Đỗ Mộng Khương dịch; Hoa Bằng hiệu đính.
- Tập năm: Chính biên-Kỷ thứ hai (từ 1837 đến 1840) do Đỗ Mộng Khương, Phạm Huy Giu, Nguyễn Ngọc Tỉnh, Nguyễn Mạnh Duân, Nguyễn Danh Chiên, Trương Văn Chinh dịch; Nguyễn Trọng Hân, Cao Huy Giu hiệu đính.
- Tập sáu: Chính biên-Kỷ thứ ba (từ 1841 đến 1847) do Cao Huy Giu, Trịnh Đình Rư, Trần Huy Hân, Nguyễn Trọng Hân dịch; Hoa Bằng hiệu đính.
- Tập bảy: Chính biên-Kỷ thứ tư (từ 1848 đến 1873) do Nguyễn Ngọc Tỉnh, Ngô Hữu Tạo, Phạm Huy Giu, Nguyễn Thế Đạt, Đỗ Mộng Khương, Trương Văn Chinh, Cao Huy Giu dịch; Nguyễn Trọng Hân, Cao Huy Giu hiệu đính.
- Tập tám: Chính biên-Kỷ thứ tư (từ 1877 đến 1883) do Ngô Hữu Tạo, Nguyễn Mạnh Duân, Trần Huy Hân, Nguyễn Trọng Hân, Đỗ Mộng Khương dịch. Cao Huy Giu; Nguyễn Trọng Hân hiệu đính.
- Tập chín: Chính biên-Kỷ thứ năm (từ 1883 đến 1885) do Nguyễn Ngọc Tỉnh dịch; Nguyễn Mạnh Duân hiệu đính.
- Tập mười: Chính biên-Kỷ thứ sáu (từ 1885 đến 1888) do Phạm Huy Giu, Trương Văn Chinh dịch; Nguyễn Trọng Hân hiệu đính.
- Chính biên-Kỷ thứ sáu phụ biên (từ 1889 đến 1916) do Cao Tự Thanh dịch và hiệu đính  xuất bản (11/2011); chép về phế đế Thành Thái và phế đế Duy Tân.
- Chính biên-Kỷ thứ bảy (từ 1916 đến 1925) do Cao Tự Thanh dịch và hiệu đính xuất bản (2012); chép về vua Khải Định Hoằng Tông Tuyên hoàng đế.